# Stazione di Santa Lucia (Slovenia)
La stazione di Santa Lucia (in sloveno Most na Soči), in passato anche Stazione di Santa Lucia-Tolmino, Stazione di Santa Lucia d'Isonzo e Stazione di Santa Lucia d'Isonzo-Tolmino, è una stazione ferroviaria posta sulla linea Jesenice-Trieste (Transalpina). Serve il centro abitato di Santa Lucia, frazione del comune di Tolmino.

## Storia
La stazione venne attivata nel 1906 come parte della linea Jesenice-Trieste; originariamente era denominata S. Lucia-Tolmein.
Dopo la prima guerra mondiale, con l'annessione della Venezia Giulia al Regno d'Italia, la linea passò sotto l'amministrazione delle Ferrovie dello Stato, che ribattezzarono inizialmente la stazione come Santa Lucia-Tolmino; nel 1935 la stazione divenne per breve tempo Santa Lucia d'Isonzo e infine Santa Lucia d'Isonzo-Tolmino.
Dopo la seconda guerra mondiale il territorio venne annesso alla Jugoslavia e la stazione divenne Most na Soči.